# قارچ استرالیایی
قارچ استرالیایی (نام علمی: Amanita australis) نام یک گونه از سرده قارچ قاتل است.